# Sudi Ntirwaza
Sudi Ntirwaza (* 25. Mai 1999) ist ein burundischer Fußballspieler auf der Position eines Mittelfeldspielers.

## Karriere
Sudi Ntirwaza, der in seiner Heimat für den Erstligisten Musongati FC spielt, kam im Jahre 2017 zu seinem Debüt in der burundischen Fußballnationalmannschaft. Dabei setzte ihn Olivier Niyungeko beim 7:0-Sieg im freundschaftlichen Länderspiel gegen Dschibuti am 11. März 2017 von Beginn an und über die volle Spieldauer ein. Dabei erzielte er in der 29. Spielminute nach einer Vorlage von Youssouf Ndayishimiye den Treffer zum 1:0 für sein Heimatland. Zwei Tage später war er beim nächsten Länderspiel gegen Dschibuti erst ab der zweiten Hälfte als Ersatz für den Debütanten Chancel Ndaye im Einsatz und erhielt nur wenige Minuten nach seiner Einwechslung die gelbe Karte. Etwas mehr als zwei Wochen später absolvierte er ein weiteres freundschaftliches Länderspiel gegen Tansania, bei dem er abermals zu Beginn der zweiten Halbzeit auf den Rasen kam; diesmal im Tausch für Djuma Nzeyimana, der bei dieser 1:2-Niederlage ebenfalls sein Debüt feierte.
Nachdem er auch die Spielzeit 2017/18 beim Klub aus Musongati verbracht hatte, wechselte er zur Saison 2018/19 zur AS Ali Sabieh/Djibouti Télécom, dem amtierenden Meister und Pokalsieger von Dschibuti. Bei dieser war er in dieser Spielzeit neben Aruna Manirakiza und Jeff Nzokira einer von drei burundischen Spielern im Kader und zusammen mit dem Nigerianer Fatai Odutola einer von vier ausländischen Spielern im Aufgebot. Im Endklassement erreichte er mit der Mannschaft den dritten Tabellenplatz. Danach kehrte er wieder zu seinem Stammverein Musongati zurück, wurde noch in der Saison 2019/20 burundischer Vizemeister und gewann mit dem Team den burundischen Pokal 2019/20. Erst im Elfmeterschießen hatte die Mannschaft den Rukinzo FC am 11. Juli 2020 im Stade Urukundo in Buye knapp mit 5:4 bezwungen. In der Spielzeit 2020/21 gehört er weiterhin zum Aufgebot des Musongati FC und rangiert mit diesem aktuell (Stand: 14. Februar 2021) auf dem vierten Tabellenplatz.